# Supercoppa di Slovenia (pallacanestro)
La Supercoppa di Slovenia (sl. Košarkarski Superpokal Slovenije) di pallacanestro è un trofeo nazionale sloveno organizzato annualmente dal 2003.

## Albo d'oro
| Stagione | Sede            | Vincitore         | Risultato     | Finalista        | MVP della Finale                  |
| -------- | --------------- | ----------------- | ------------- | ---------------- | --------------------------------- |
| 2003     | Postumia        | Olimpija Lubiana  | 81 - 63       | Krka Novo mesto  | Marko Maravič, Olimpija Lubiana   |
| 2004     | Maribor         | Olimpija Lubiana  | 67 - 61       | Pivovarna Laško  | Marino Baždarić, Olimpija Lubiana |
| 2005     | Škofja Loka     | Olimpija Lubiana  | 94 - 76       | Pivovarna Laško  | Hasan Rizvić, Olimpija Lubiana    |
| 2006     | Non disputata   | Non disputata     | Non disputata | Non disputata    | Non disputata                     |
| 2007     | Polzela         | Olimpija Lubiana  | 90 - 71       | Helios Domžale   | Ronell Taylor, Olimpija Lubiana   |
| 2008     | Postumia        | Olimpija Lubiana  | 67 - 56       | Helios Domžale   | Marko Milič, Olimpija Lubiana     |
| 2009     | Lubiana         | Olimpija Lubiana  | 95 - 62       | Elektra Šoštanj  | Matt Walsh, Olimpija Lubiana      |
| 2010     | Maribor         | Krka Novo mesto   | 72 - 61       | Olimpija Lubiana | Smiljan Pavič, Krka Novo mesto    |
| 2011     | Rogaška Slatina | Krka Novo mesto   | 80 - 72       | Olimpija Lubiana | Jimmy Baxter, Krka Novo mesto     |
| 2012     | Grosuplje       | Krka Novo mesto   | 84 - 81       | Olimpija Lubiana | Domen Lorbek, Krka Novo mesto     |
| 2013     | Portorose       | Olimpija Lubiana  | 63 - 60       | Krka Novo mesto  | Alex Stepheson, Olimpija Lubiana  |
| 2014     | Šenčur          | Krka Novo mesto   | 68 - 65       | Olimpija Lubiana | Malcolm Armstead, Krka Novo mesto |
| 2015     | Škofja Loka     | Šentjur           | 72 - 60       | Krka Novo mesto  | Sandi Čebular, Šentjur            |
| 2016     | Podčetrtek      | Krka Novo mesto   | 81 - 78       | Helios Domžale   | Sandi Čebular, Krka Novo mesto    |
| 2017     | Lubiana         | Olimpija Lubiana  | 94 - 76       | Krka Novo mesto  | Devin Oliver, Olimpija Lubiana    |
| 2018     | Lubiana         | Primorska         | 83 - 71       | Olimpija Lubiana | Marko Jagodić-Kuridža, Primorska  |
| 2019     | Podčetrtek      | Primorska         | 106 - 74      | Hopsi Polzela    | Lance Harris, Primorska           |
| 2020     | Kranj           | Cedevita Olimpija | 78 - 67       | Krka Novo mesto  | Kendrick Perry, Cedevita Olimpija |
| 2021     | Lubiana         | Cedevita Olimpija | 78 - 71       | Krka Novo mesto  | Zach Auguste, Cedevita Olimpija   |
| 2022     | Škofja Loka     | Cedevita Olimpija | 112 - 85      | Helios Domžale   | Yogi Ferrell, Cedevita Olimpija   |
| 2023     | Kranj           | Cedevita Olimpija | 76 - 59       | Helios Domžale   | Luka Ščuka, Cedevita Olimpija     |
| 2024     | Laško           | Cedevita Olimpija | 103 - 73      | Krka Novo mesto  | Žiga Daneu, Cedevita Olimpija     |

## Vittorie per club
| Squadra                              | Vittorie | Anni                                                           |
| ------------------------------------ | -------- | -------------------------------------------------------------- |
| Olimpija Lubiana / Cedevita Olimpija | 13       | 2003-2005, 2007-2009, 2013, 2017, 2020, 2021, 2022, 2023, 2024 |
| Krka Novo mesto                      | 5        | 2010-2012, 2014, 2016                                          |
| Primorska                            | 2        | 2018, 2019                                                     |
| Šentjur                              | 1        | 2015                                                           |